# کنگره ملی آرژانتین
کنگره ملی آرژانتین (به اسپانیایی: Congreso de la Nación Argentina) قوه مقننه در دولت آرژانتین می‌باشد. ترکیب آن دومجلسی و دارای ۷۲ جایگاه برای سنای آرژانتین و ۲۵۷ جایگاه برای مجلس نمایندگان آرژانتین است.

## ویژگی‌ها
کنگره ملی آرژانتین دومجلسی است که شامل سنا و مجلس نمایندگان است. جلسات معمولی از ۱ مارس تا ۳۰ نوامبر است؛ رئیس‌جمهور آرژانتین مجاز است در صورت نیاز جلسات فوق‌العاده‌ای را برقرار کند. سناتورها و نمایندگان مجلس در طول مأموریت خود از مصونیت پارلمانی برخوردار هستند. کنگره مسئول تنظیم مالیات و عوارض گمرکی است که باید در سراسر کشور یکسان باشد. کنگره بانک مرکزی آرژانتین، پرداخت بدهی‌های داخلی و خارجی و ارزش پول ملی را مدیریت می‌کند. هر گونه تغییر در محدودیت‌های ملی یا استانی یا ایجاد استان‌های جدید باید توسط کنگره انجام گیرد. کنگره حق دارد هر معاهده بین‌المللی را که آرژانتین با کشورهای دیگر یا سازمان‌های بین‌المللی امضا می‌کند، تصویب یا رد کند. زمانی که تصویب شد، این معاهدات همانند قانون عادی به حساب می‌آیند. اعلان جنگ یا امضای صلح و همچنین بسیج نیروهای ملی در داخل و خارج از قلمرو آرژانتین باید توسط کنگره انجام گیرد.